# أرطاة
الأَرْطَاة أو الأَرْطَى (باللاتينية: Calligonum) جنس نباتي يتبع الفصيلة البطباطية ويضم حوالي 80 نوعاً من الشجيرات والجنبات تنتشر في حوض البحر الأبيض المتوسط وآسيا وأمريكا الشمالية. من أشهر أنواعه المعروفة في الوطن العربي الأرطاة العربية.

## من أنواعها
- الأرطاة العربية (باللاتينية: Calligonum comosum)
- الأرطاة المضلعة (باللاتينية: Calligonum polygonoides)